# Скарду (округ)
Скарду (англ. Skardu District) — один из 7 округов пакистанской территории Гилгит-Балтистан.

## Географическое положение
Столицей округа является одноимённый город. Скарду был частью Ладакха до раздела Кашмира в 1948 году.

## История
В 2013 году был выделен округ Шигар.

## Достопримечательности
На территории округа расположены два национальных парка — Деосай и Центральный Каракорум.